# Илије Субашеану
Илије Субашеану (6. јун 1906 — 12. децембар 1980) био је румунски фудбалски нападач.

## Каријера
Током своје каријере одиграо је две утакмице и постигао један гол за румунску репрезентацију. Каријеру у клупском фудбалу провео је у Олимпији из Букуреште.